# Michael Wacha
Michael Joseph Wacha (Iowa City, Iowa, 1 de julio de 1991), más conocido como Michael Wacha, es un jugador profesional estadounidense de béisbol que se desempeña en la posición de lanzador en Kansas City Royals, equipo de las Grandes Ligas de Béisbol (MLB). Logró obtener el premio MVP (jugador más valioso de la Serie de Campeonato de la Liga).

## Carrera
Wacha jugó como profesional siete temporadas en St. Louis Cardinals (2013-2019), después pasó por varios equipos, New York Mets (2020), Tampa Bay Rays (2021), Boston Red Sox (2022), San Diego Padres (2023), y finalmente, se unió a Kansas City Royals, donde lleva jugando una temporada.

## Premios
Fue galardonado con el MVP (jugador más valioso de la Serie de Campeonato de la Liga) en una oportunidad (2013).